# Marie-Claude Asselin
Pour les articles homonymes, voir Asselin.
Marie-Claude Asselin, née en 1962, est une championne de ski acrobatique canadienne double championne du monde en 1981 et 1982 et spécialiste des épreuves de saut acrobatique (trois globes de cristal) et de combiné (trois globes également).

## Biographie
Marie-Claude Asselin est une skieuse acrobatique polyvalente qui s'illustre dans les épreuves de ski de bosses, de saut acrobatique, de ballet et de combiné (une manche de bosses, une de saut et une de ballet). 
Née en 1962, elle grandit à Saint-Donat au Québec et est initiée au ski par ses voisins, puis prend des cours à partir de sept ans. Enfant elle pratique de nombreux sports dans le golf et le patinage de vitesse à haut niveau, mais est très vite attirée par le ski acrobatique, et prend ses premiers cours du genre à l'âge de 12 ans.
À quatorze ans, elle participe à ses premiers championnats nationaux juniors ou elle remporte tous les titres : ballet, saut acrobatique, ski de bosses et combiné. Elle récidive en 1978, puis concourt chez les sénior l'année suivante où elle devient championne du Canada de combiné (en 1979, à seize ans), le premier de ses 7 titres nationaux. Elle participe la même année à sa première compétition internationale, les championnats nord américain. Elle les remporte l'année suivante, en 1980, avant de participer en tant que meilleure canadienne à la deuxième saison de la coupe du monde de ski acrobatique en 1981.
Chaque étape se compose de trois épreuves, pour quatre podiums : une épreuve de ballet, une de bosse et une de saut, et le combiné qui récompense la meilleure athlète sur l'ensemble des trois disciplines. Et dès sa première apparition à ce niveau, pour l'acroski (ou ballet) à Livigno (en Italie), elle monte sur son premier podium mondial (troisième),. Premier d'une longue série puisqu'en trois saisons et quatre-vingt-dix-sept courses, elle monte cinquante-deux fois sur le podium dont trente-cinq fois que la plus haute marche. Ces résultats exceptionnels lui assurent pour les trois années saisons les titres dans les disciplines du saut acrobatique et du combiné, ainsi que le gros globe en 1981 et 1982. En 1983 elle est seconde du classement général juste derrière Conny Kissling qui remporte le premier de ses dix titres consécutifs, le record de la discipline.  
Après sa carrière de sportive de haut niveau, elle se reconvertit dans l'organisation d'évènements sportifs, notamment l'épreuve de Coupe du monde de Mont Gabriel, ainsi qu'en consultante dans les médias.

### Coupe du monde
- 2 gros globe de cristal :
  - Vainqueur du classement général en 1981 et 1982.
- 6 petits globe de cristal :
  - Vainqueur du classement sauts en 1981 et 1982 et 1983.
  - Vainqueur du classement combiné en 1981 et 1982 et 1983.
- Meilleur classement en ski de bosses : 4e en 1981.
- Meilleur classement en ballet : 4e en 1981.
- 52 podiums dont 35 victoires.

#### Différents classements en Coupe du monde
| Année/Classement | Général | Général | Saut   | Saut   | Ballet | Ballet | Bosses | Bosses | Combiné | Combiné |
| ---------------- | ------- | ------- | ------ | ------ | ------ | ------ | ------ | ------ | ------- | ------- |
| Année/Classement | Class.  | Points  | Class. | Points | Class. | Points | Class. | Points | Class.  | Points  |
| 1981             | 1er     | 138     | 1er    | 46     | 4e     | 31     | 4e     | 31     | 1er     | 30      |
| 1982             | 1er     | 127     | 1er    | 48     | 6e     | 22     | 6e     | 27     | 1er     | 30      |
| 1983             | 2e      | 34      | 1er    | 48     | 7e     | 31     | 5e     | 32     | 1er     | 32      |
| 1984             | 38e     | 1       | -      | -      | -      | -      | 18e    | 4      | -       | -       |

#### Podiums
| Date             | Lieu               | Place | Discipline |
| ---------------- | ------------------ | ----- | ---------- |
| 1981             |                    |       |            |
| 17 janvier 1981  | Livigno            | 3e    | Ballet     |
| 18 janvier 1981  | Livigno            | 2e    | Saut       |
| 18 janvier 1981  | Livigno            | 2e    | Combiné    |
| 22 janvier 1981  | Tignes             | 1re   | Bosses     |
| 24 janvier 1981  | Tignes             | 1re   | Saut       |
| 24 janvier 1981  | Tignes             | 1re   | Combiné    |
| 1er février 1981 | Laax               | 1re   | Saut       |
| 3 février 1981   | Laax               | 1re   | Combiné    |
| 8 février 1981   | Seefeld in Tirol   | 2e    | Saut       |
| 9 février 1981   | Seefeld in Tirol   | 1re   | Combiné    |
| 14 janvier 1981  | Oberjoch           | 3e    | Ballet     |
| 15 janvier 1981  | Oberjoch           | 1re   | Saut       |
| 15 janvier 1981  | Oberjoch           | 1re   | Combiné    |
| 1er mars 1981    | Mont Sainte-Anne   | 1re   | Saut       |
| 8 mars 1981      | Monts Pocono       | 2e    | Saut       |
| 18 mars 1981     | Mt Norquay (en)    | 3e    | Bosses     |
| 18 mars 1981     | Mt Norquay (en)    | 1re   | Combiné    |
| 18 mars 1981     | Mt Norquay (en)    | 1re   | Combiné    |
| 1982             |                    |       |            |
| 10 janvier 1982  | Whistler Blackcomb | 1re   | Saut       |
| 10 janvier 1982  | Whistler Blackcomb | 1re   | Combiné    |
| 17 janvier 1982  | Calgary            | 1re   | Saut       |
| 29 janvier 1982  | Sugarbush (en)     | 2e    | Bosses     |
| 31 janvier 1982  | Morin-Heights      | 1re   | Saut       |
| 31 janvier 1982  | Morin-Heights      | 3e    | Combiné    |
| 4 février 1982   | Mont Sainte-Anne   | 1re   | Combiné    |
| 7 février 1982   | Mont Sainte-Anne   | 1re   | Saut       |
| 7 février 1982   | Mont Sainte-Anne   | 1re   | Combiné    |
| 26 février 1982  | Sella Nevea        | 2e    | Bosses     |
| 28 février 1982  | Sella Nevea        | 1re   | saut       |
| 28 février 1982  | Sella Nevea        | 1re   | Combiné    |
| 7 mars 1982      | Adelboden          | 1re   | Saut       |
| 7 mars 1982      | Adelboden          | 1re   | Combiné    |
| 12 mars 1982     | Livigno            | 2e    | Saut       |
| 14 mars 1982     | Livigno            | 2e    | Combiné    |
| 21 mars 1982     | Oberjoch           | 2e    | Saut       |
| 21 mars 1982     | Oberjoch           | 1re   | Combiné    |
| 26 mars 1982     | Tignes             | 1re   | Saut       |
| 26 mars 1982     | Tignes             | 1re   | Combiné    |
| 1983             |                    |       |            |
| 21 janvier 1983  | Tignes             | 1re   | Saut       |
| 21 janvier 1983  | Tignes             | 1re   | Combiné    |
| 22 janvier 1983  | Tignes             | 1re   | Saut       |
| 22 janvier 1983  | Tignes             | 2e    | Combiné    |
| 4 février 1983   | Livigno            | 1re   | Saut       |
| 4 février 1983   | Livigno            | 1re   | Combiné    |
| 13 février 1983  | Ravascletto        | 1re   | Saut       |
| 13 février 1983  | Ravascletto        | 1re   | Combiné    |
| 18 mars 1983     | Angel Fire         | 2e    | Bosses     |
| 19 mars 1983     | Angel Fire         | 1re   | Combiné    |
| 19 mars 1983     | Angel Fire         | 1re   | Saut       |
| 19 mars 1983     | Angel Fire         | 2e    | Combiné    |
| 19 mars 1983     | Angel Fire         | 1re   | Saut       |

## Distinctions
- En 1983, Marie-Claude Asselin est lauréate du Elaine Tanner Trophy for Canadian Female Athlete of the year récompensant la meilleure jeune athlète canadienne de l'année et remis par la Canadian Amateur Swimming Association[1].
- En 1991 elle est intronisée au Hall of Fame du ski canadien[9].